# Hypsiboas caipora
Hypsiboas caipora är en groddjursart som beskrevs av Antunes, Faivovich och Célio F.B. Haddad 2008. Hypsiboas caipora ingår i släktet Hypsiboas och familjen lövgrodor. Inga underarter finns listade i Catalogue of Life.